# جانكارلو ماروكي
جانكارلو ماروكي (بالإيطالية: Giancarlo Marocchi)‏ (مواليد 4 يوليو 1965) هو لاعب كرة قدم. يلعب مع منتخب إيطاليا لكرة القدم. سبق له أن لعب في كأس العالم لكرة القدم مع منتخب بلاده.

## مسيرته الكروية
لعب جانكارلو ماروكي خلال مسيرته الاحترافية مع ناديين في ثمانية عشر موسمًا وسجل خلالها 33 هدفًا ضمن 500 مباراة. حيث فاز في موسمين بالكأس وفي موسم واحد بالدوري.
خاض جانكارلو ماروكي مسيرته مع نادي بولونيا في موسم 1982–83 في المرة الأولى ليلعب معه ستة مواسم ثم في موسم 1996–97 ليلعب معه أربعة مواسم، مشاركًا طوالها في 287 مباراة سجل خلالها 18 هدفًا. ثم انتقل إلى نادي يوفنتوس في موسم 1988–89 ليلعب معه ثمانية مواسم، حيث شارك في 213 مباراة سجل خلالها 15 هدفًا.

## روابط خارجية
- جانكارلو ماروكي على موقع الاتحاد الدولي (مؤرشف)  (الإنجليزية)
- جانكارلو ماروكي على موقع قاعدة بيانات كرة القدم.إي يو (الإنجليزية)
- جانكارلو ماروكي على موقع ناشيونال فوتبول تيمز (الإنجليزية)
- جانكارلو ماروكي على موقع عالم كرة القدم.نت (الإنجليزية)
- جانكارلو ماروكي على موقع CONI honoured athlete website (الإيطالية)